# Rosyjska kolonizacja i podbój Tuwy
Rosyjska kolonizacja i podbój Tuwy – ciąg wydarzeń, który w 1912 roku doprowadził do aneksji Tuwy przez Rosję. Sama aneksja została poprzedzona intensywną akcją kolonizacyjną prowadzoną w XIX wieku przez Rosjan.

## Początki kolonizacji

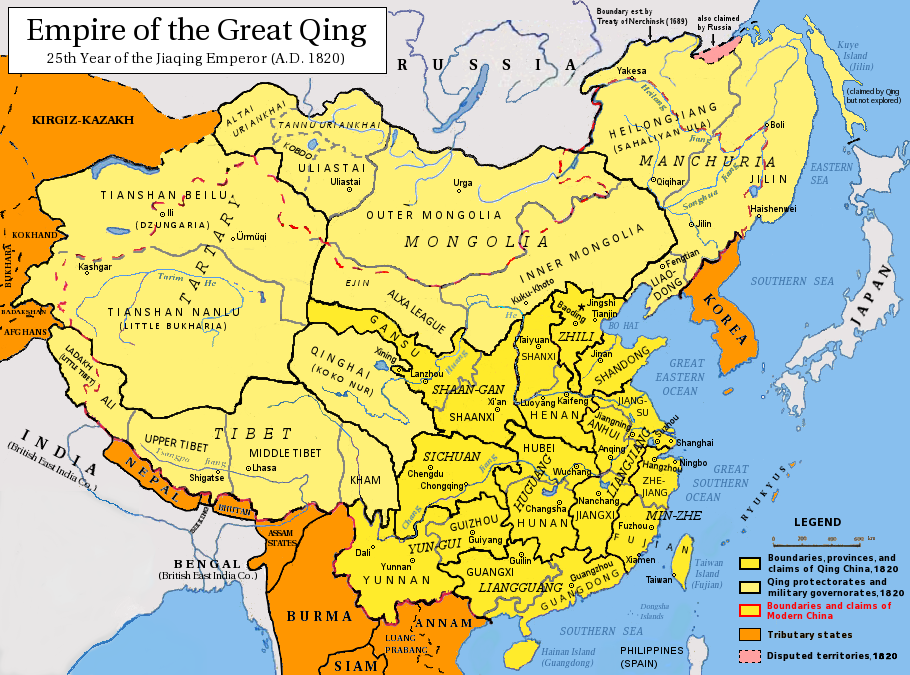
Tuwa pod nazwą Tannu Urianchaj pod rządami chińskiej dynastii Qing. Kraj stanowił północne rubieże Chin.

Rosyjskie osadnictwo w należącej do Chin Tuwie, na przeciągu XIX stulecia zaskutkowało podpisaniem traktatu pomiędzy Rosją, a Chinami, zwanym konwencją pekińską. Traktat ten zezwalał Rosjanom na osadnictwo w ograniczonym zakresie, ponieważ pozwalał im mieszkać na łodziach lub w namiotach, ale nie na nieruchomych posesjach. Rosyjscy poszukiwacze złota przybywali do Tuwy już od 1838 roku. Do 1885 wydobyto prawie dziewięć ton złota. W 1881 dynastia Qing pozwoliła Rosjanom na osiedlanie się w stałych zabudowaniach. W tym czasie Rosjanie stanowili już w Tuwie znaczącą społeczność. Ich sprawami zarządzali urzędnicy w Rosji. Rozstrzygali oni lokalne spory i sprawdzali tuwińskich wodzów. W 1883 łączna liczba rosyjskich górników wynosiła 485. W 1856 w Tuwie osiedlili się staroobrzędowcy, którzy zgodnie z tradycją szukali miejsc odizolowanych od reszty świata przez nieprzebyte góry i gęste lasy. Staroobrzędowcy mogli tam uzyskać schronienie od władz rządowych oraz izolację od innych liturgii Kościołów prawosławnych, które nie były tam praktykowane. W latach 60. XIX wieku do Tuwy przybywali również uciekinierzy z katorgi na Syberii.

## Handel
Po konwencji pekińskiej otworzył się także handel pomiędzy kupcami rosyjskimi (zwłaszcza z Minusińska) a Tuwą. Rosjan przyciągał chłonny rynek tuwiński. Tuwińcy nabywali między innymi galanterię, samowary, noże i tytoń, za które płacili futrami i skórami zwierząt kopytnych, czyli kóz, owiec, koni i bydła. Pod koniec lat 60. XIX w. funkcjonowało już szesnaście zakładów przemysłowych. Przekraczanie gór Sajan było jednak wciąż trudnym wyzwaniem dla rosyjskich handlarzy, dlatego w latach 1880–1885 nie było ich więcej niż pięćdziesięciu. Pracowali latem, ponieważ był to najbardziej aktywny okres dla handlu.

## Dalsza kolonizacja

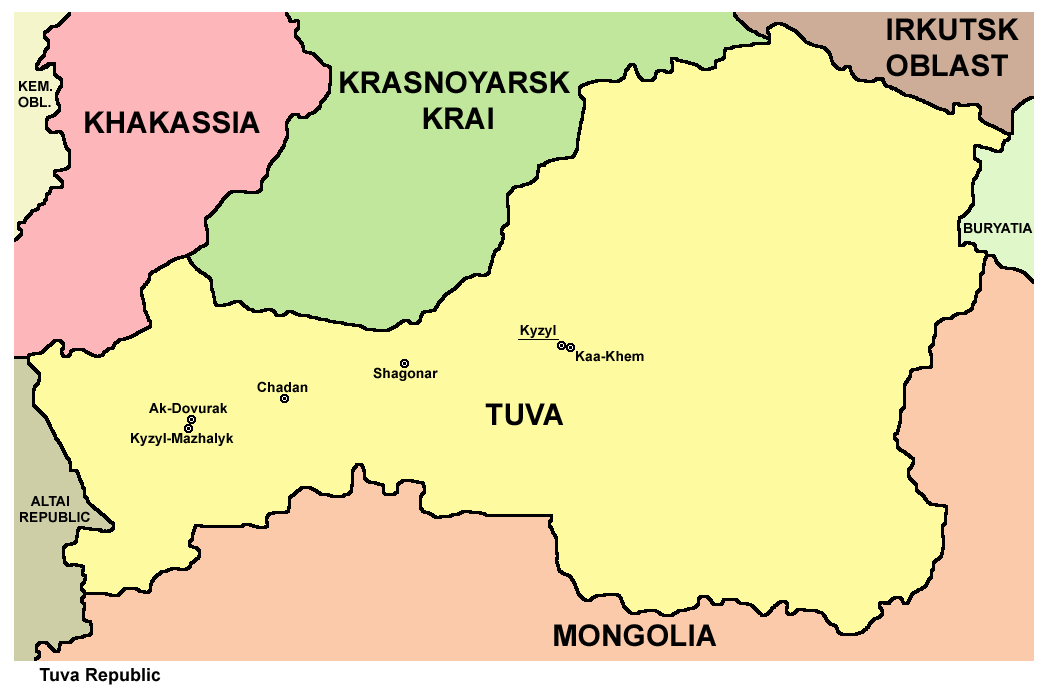
Granice dzisiejszej Tuwy

W 1878 Rosjanie odkryli złoto we wschodniej Tuwie. Władze w Jenisejsku otrzymały wiele petycji od górników w tej sprawie. Pozwolenie na wydobycie złota zostało udzielone. Kupcy i górnicy zwrócili się do władz rosyjskich o zapewnienie ochrony wojskowej i policyjnej. W 1886 powstał urząd o nazwie Usinski Naczelny Inspektorat, który miał za zadanie reprezentować interesy rosyjskie i wydawać paszporty Rosjanom podróżującym do Tuwy. Z czasem Inspektorat zaczął nieoficjalnie rządzić w Tuwie. Ingerował między innymi w sprawy podatkowe, policyjne i wymiar sprawiedliwości. Uprawnienia te w teorii należały do dynastii Qing, ale w praktyce coraz większą władzę przejmowała Rosja. W pierwszym dziesięcioleciu XX wieku w Tuwie mieszkały już dwa tysiące Rosjan, którzy kolonizowali obszary słabo zaludnione przez tubylców. Oprócz wydobycia złota zajmowali się także rolnictwem.

## Kryzys
Na początku XX wieku sytuacja ekonomiczna w Tuwie wyraźnie się pogorszyła. Zwiększył się poziom ubóstwa spowodowany przetrzebieniem zwierząt futerkowych zarówno przez nadmierne polowania ze strony Rosjan, jak i Tuwińców, zbyt dużym eksportem bydła na Syberię, jak i klęskami żywiołowymi, co dodatkowo zmniejszyło populację zwierząt gospodarskich. „System walutowy” rdzennych mieszkańców Tuwy oparty był na skomplikowanej wycenie opartej na wiewiórczych skórkach. Spadek liczby wiewiórek doprowadził w ten sposób do inflacji w kontaktach handlowych pomiędzy Tuwińcami a Rosjanami. W efekcie Tuwińcy brali kredyty u Rosjan. W razie braku spłaty Rosjanie często przejmowali bydło dłużnika, co powodowało akcje odwetowe ze strony Tuwińców.

## Koniec rządów dynastii Qing

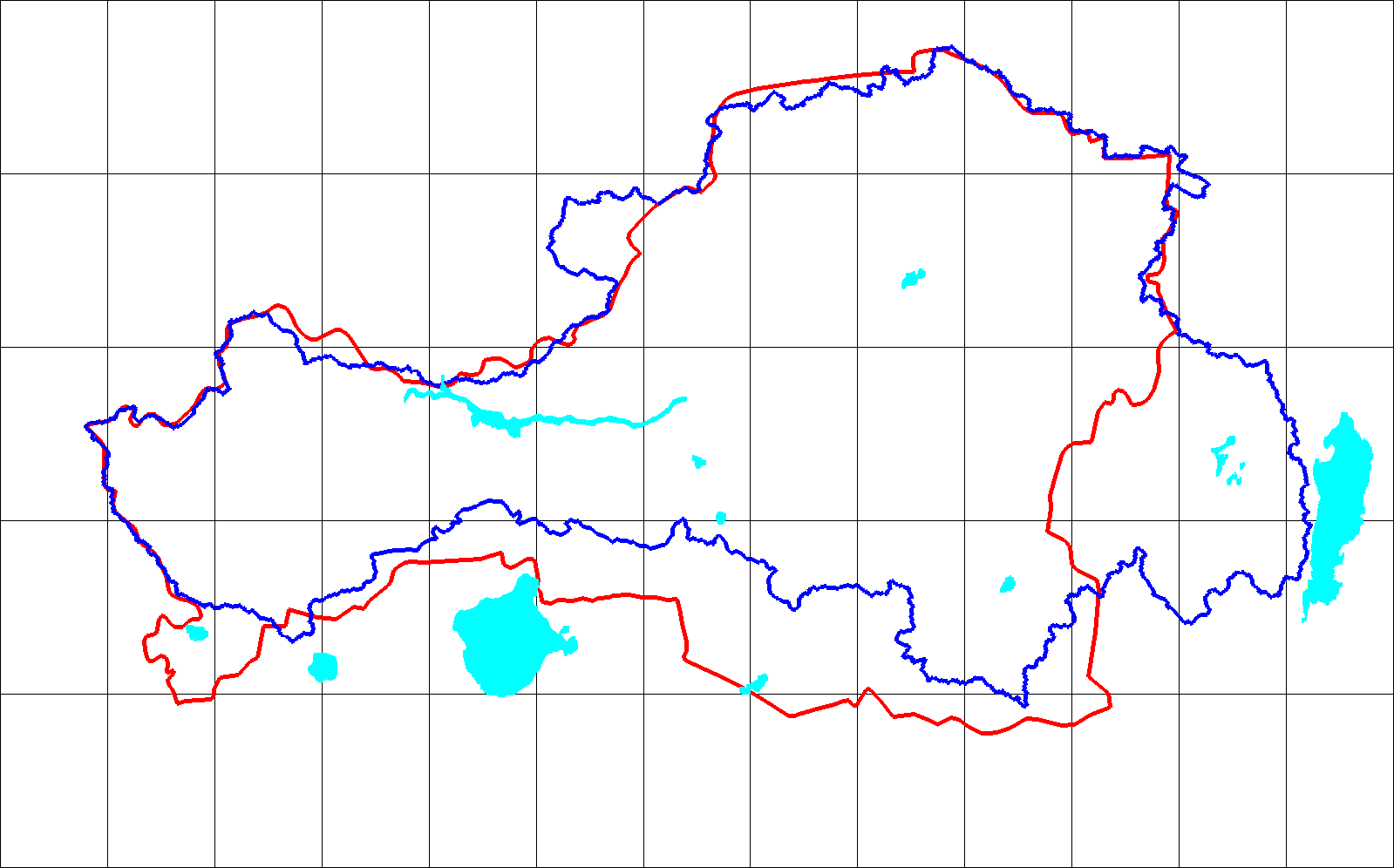
Niebieska linia określa granice tuwińskiej Tannu Urianchaj z 1914, natomiast czerwona linia Tuwiński Obwód Autonomiczny z 1953.

Od 1902 chińscy przedsiębiorcy mogli przekraczać granicę z Tuwą, aby przełamać monopol rosyjskiej gospodarki. W 1910 było już trzydzieści sklepów wszystkich gałęzi chińskich firm działających w Tuwie. Dzięki agresywniejszej sprzedaży, lepszym warunkom kredytowym oraz tańszym i bardziej popularnym towarom Chińczycy byli w stanie zdominować tamtejszy handel, jednak wówczas nadszedł całkowity koniec chińskich rządów. W 1911 po wybuchu rewolucji Xinhai wiele chińskich prowincji zaczęło ogłaszać niepodległość. Między innymi Mongolia i Tybet. W grudniu 1911 upadła dynastia Qing, a Tuwińcy zaczęli plądrować i palić chińskie sklepy. Wśród szlachty tuwińskiej zaistniał dylemat, czy podporządkować się Rosji, czy też Mongolii pod teokratycznymi rządami Bogda Chana. Zarządca Tuwy, Kombo-Dorżu, chciał, aby kraj stał się rosyjskim protektoratem, ponieważ liczył, że Rosjanie uczynią go gubernatorem regionu. Kombu-Dorżu wysłał petycję do naczelnego inspektora w Usinsku, twierdząc, że został wybrany jako lider niezależnego państwa o nazwie Tannu Urianchaj. Poprosił o ochronę i zaproponował natychmiastowe wysłanie wojsk rosyjskich do kraju, by zapobiec przywróceniu chińskiej władzy w regionie. Nie było jednak natychmiastowej odpowiedzi na petycję, ponieważ Rosja początkowo nie chciała działać gwałtownie i prowokować Chin.

## Aneksja Tuwy przez Rosję
W czasie powstania w Wuchangu Rosjanie podsycali separatystyczne dążenia Tuwińców. Car Mikołaj II Romanow nakazał rosyjskim wojskom wkroczyć do Tuwy w 1912 z powodu rzekomych ataków na osadników rosyjskich. Tuwa stała się nominalnie niepodległa jako Republika Urianchaj, a 17 kwietnia 1914 przeszła pod rosyjski protektorat jako kraj Urianchajski, będący częścią guberni jenisejskiej. Po wybuchu rewolucji październikowej od lipca 1918 do lipca 1919 większość Tuwy zajmowała biała armia Aleksandra Kołczaka. Później kraj zajęła Armia Czerwona.